# Leucothrinax morrisii
Leucothrinax morrisii är en enhjärtbladig växtart som först beskrevs av Hermann Wendland, och fick sitt nu gällande namn av C.Lewis och Scott Zona. Leucothrinax morrisii ingår i släktet Leucothrinax och familjen Arecaceae. Inga underarter finns listade i Catalogue of Life.

## Bildgalleri

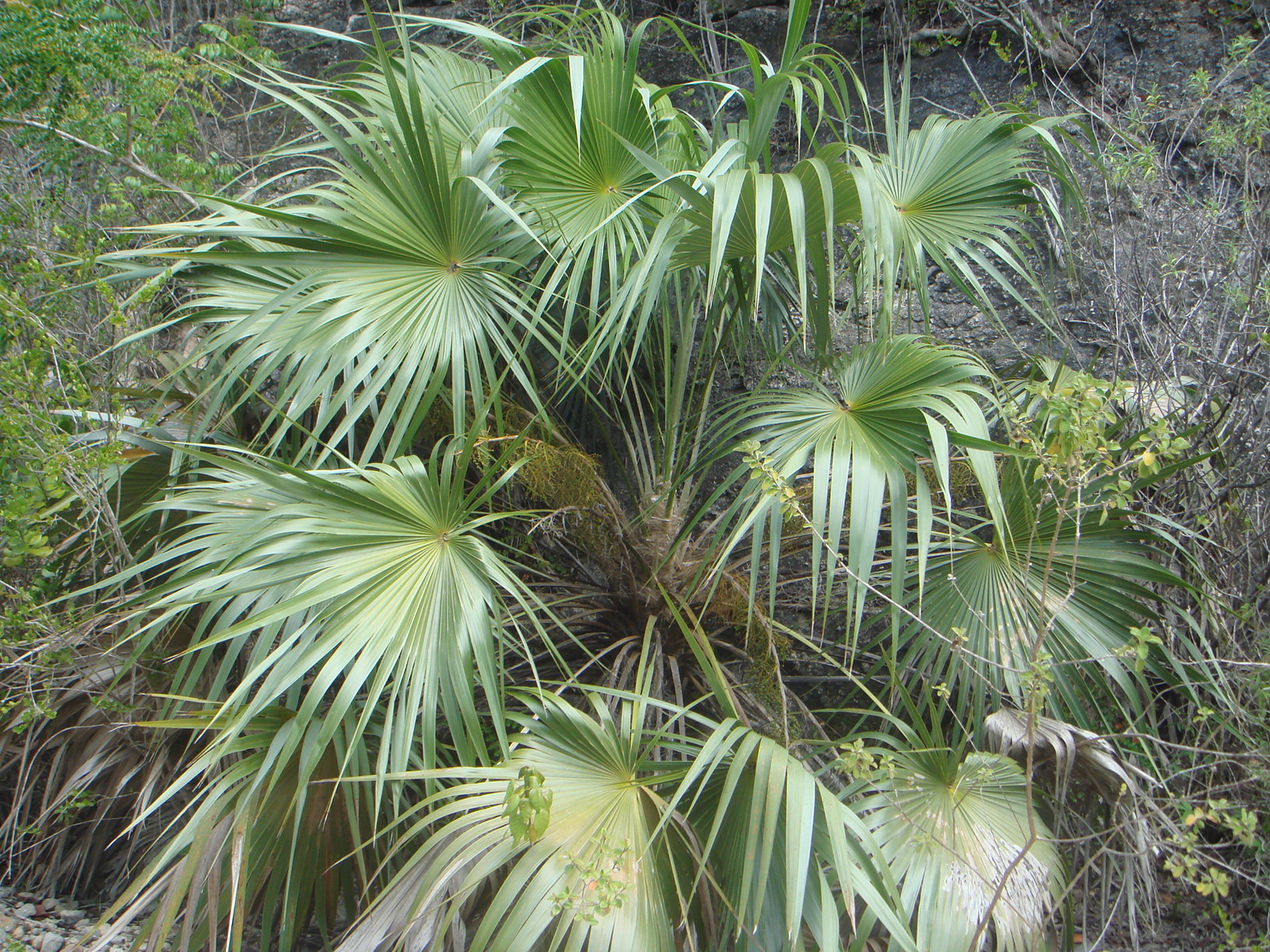
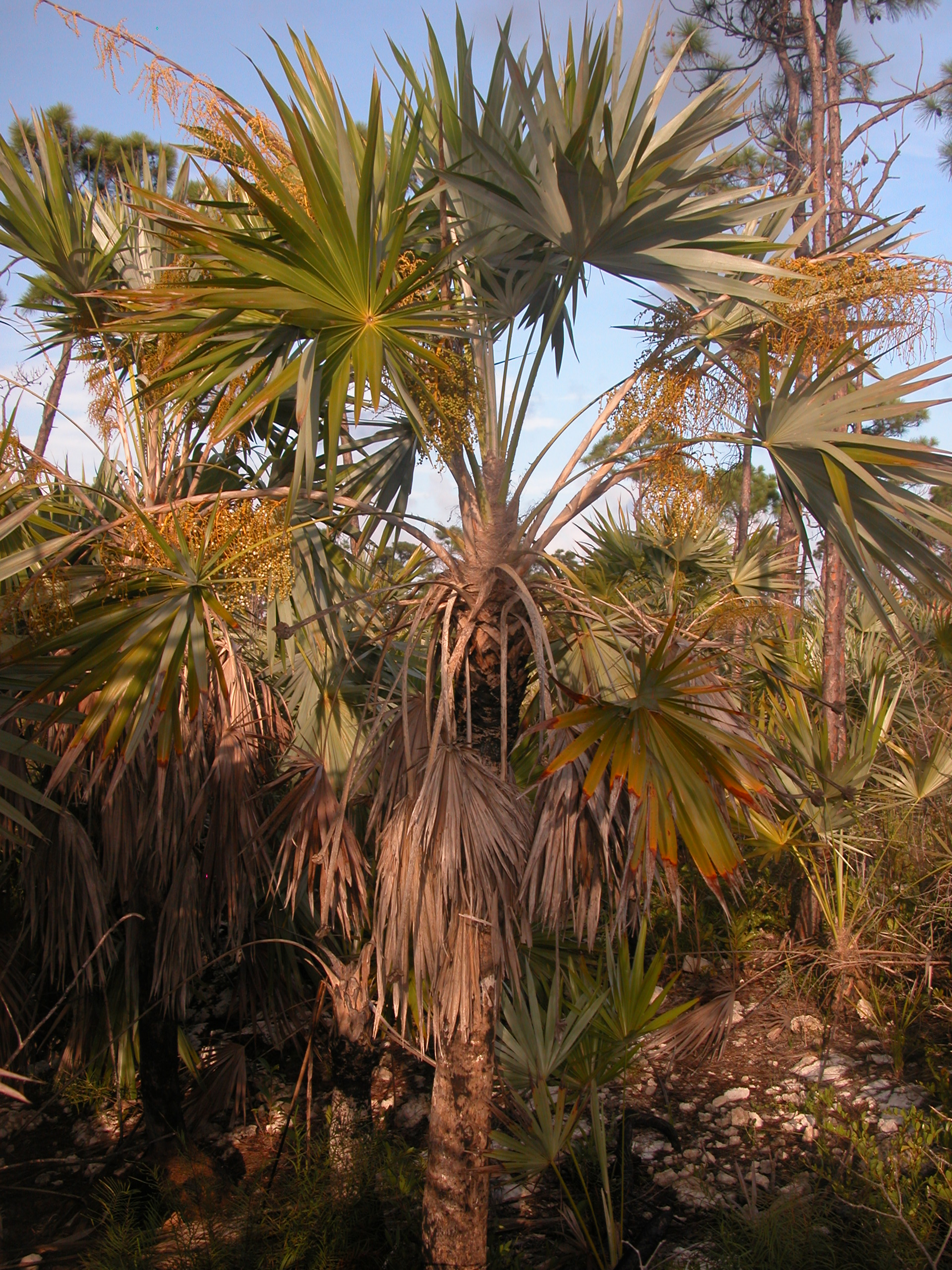